# Vitstrupig saltator
Vitstrupig saltator (Saltator grossus) är en fågel i familjen tangaror inom ordningen tättingar.

## Utseende och läten
Vitstrupig saltator är en praktfull stenknäcksliknande fågel. Fjäderdräkten är hos hanen helt skiffergrå med slående vitt på strupen och tjock röd näbb. Honan liknar hanen, men näbben är mer orangefärgad. Sången är behaglig, enkel och visslande.

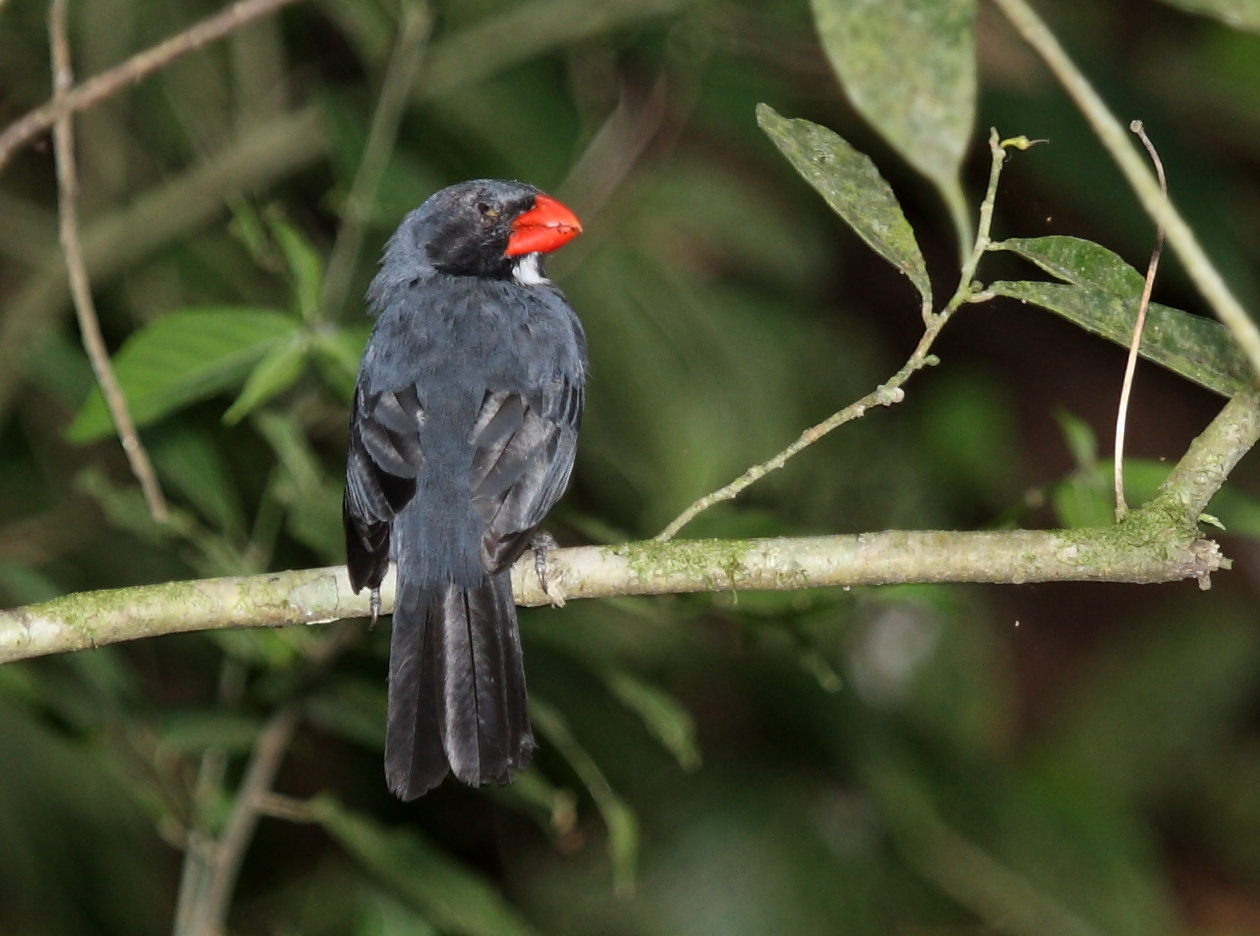

## Utbredning och systematik
Vitstrupig saltator förekommer från Nicaragua i Centralamerika söderut in i Sydamerika till Bolivia. Den delas in i två underarte med följande utbredning:
- Saltator grossus saturatus – förekommer från östra Nicaragua till västra Ecuador
- SSaltator grossus grossus – förekommer från östra Colombia till Venezuela, Guyanaregionen, Amazonområdet i Brasilien och norra Bolivia

### Familjetillhörighet
Tidigare placerades Saltator i familjen kardinaler. DNA-studier visar dock att de tillhör tangarorna.

## Levnadssätt
Vitstrupig saltator hittas i skog och skogsbryn. Den påträffas enstaka eller i par, ofta som en del av kringvandrande artblandade flockar.

## Status och hot
Arten har ett stort utbredningsområde, men tros minska i antal, dock inte tillräckligt kraftigt för att den ska betraktas som hotad. Internationella naturvårdsunionen IUCN listar arten som livskraftig (LC). Beståndet uppskattas till i storleksordningen fem till 50 miljoner vuxna individer.